# Victim (álbum de Gojira)
Victim es el primer Ep y en general el primer disco del grupo de death metal francés Gojira (bajo el nombre de Godzilla) y su primera producción musical bajo ese nombre antes de cambiarlo oficialmente a finales del año 2000 por problemas legales.
El disco fue grabado durante los días 5 y 6 de octubre de 1996 en Agén, lanzado a la venta el 24 de noviembre de 1996, y fue totalmente autoproducido por Gojira. La letra de 'Victim' y 'Sentenced to Life' fue escrita por Patricia Duplantier (madre de Joseph y Mario).

## Lista de canciones
| N.º | Título              | Duración |  |
| 1.  | «Victim»            | 5:30     |  |
| 2.  | «Blasphemy»         | 4:28     |  |
| 3.  | «Rigor Mortis»      | 4:20     |  |
| 4.  | «Sentenced to Life» | 4:36     |  |

## Personal
- Joe Duplantier – voz, guitarra
- Christian Andreu – guitarra
- Alexandre Cornillon – bajo
- Mario Duplantier – batería[4]